# Shotter’s Nation
Shotter’s Nation ist das zweite Studioalbum der englischen Rockband Babyshambles um Peter Doherty. Produziert wurde das Album von Stephen Street, vor allem bekannt durch seine Arbeit mit The Smiths, Blur und The Cranberries.
Fast zwei Jahre nach dem ersten Album Down in Albion wurde Shotter’s Nation am 1. Oktober 2007 in Großbritannien veröffentlicht, in den Vereinigten Staaten am 23. Oktober.
Bei einigen Liedern diente Kate Moss, bis zum Sommer 2007 die Verlobte von Peter Doherty, als Nebentexterin.

## Namensherkunft
Shotter ist ein Slangausdruck für Drogendealer. Tatsächlich sind auf dem Album viele Verweise auf Drogen zu finden, gilt Peter Doherty nicht selbst als schwerst drogenabhängig.

## Tracklist
1. Carry On Up the Morning (Peter Doherty, Michael Whitnall) – 2:57
2. Delivery (Doherty, Whitnall) – 2:41
3. You Talk (Doherty, Kate Moss) – 3:30
4. UnBiloTitled (Doherty, Peter Wolfe, Adam Ficek) – 3:52
5. Side of the Road (Doherty) – 2:09
6. Crumb Begging Baghead (Doherty, Whitnall) – 3:43
7. Unstookie Titled (Doherty, Whitnall, Ficek) – 4:30
8. French Dog Blues (Doherty, Ian Brown, Moss) – 3:32
9. There She Goes (Doherty) – 3:36
10. Baddie’s Boogie (Doherty, Whitnall, Moss) – 3:55
11. Deft Left Hand (Doherty, Whitnall, Moss) – 4:04
12. Lost Art of Murder (Doherty) – 4:38

## Platzierungen

### Album
Shotter’s Nation erreichte in den britischen Albumcharts mit Platz 5 die Höchstposition. In Deutschland erreichte es Platz 18, in Österreich Platz 14 und in der Schweiz Platz 29.

### Singles
Die ebenfalls noch 2007 veröffentlichten Singles Delivery und You Talk erreichten in den UK-Charts die Höchstplatzierungen 6 und 54.

## Kritik
Die Kritiken fielen größtenteils gut bis sogar sehr gut aus. Allerdings gab es auch Kritik an der Gesamtheit des Albums, der Entstehungsgeschichte und an Peter Doherty, wie z. B. von der Sunday Times. Die Irish Independent erkannte dagegen im Vergleich zum Vorgängeralbum Down in Albion eine gewachsene Reife Dohertys und stellte es sogar noch über die Alben dessen Vorgängerband, den Libertines.

## Cover
Das Albumcover von Shotter’s Nation wurde von Alizé Meurisse gemalt. Als Vorbild diente das Gemälde The Death of Chatterton (Der Tod Chattertons) des englischen Malers Henry Wallis von 1856. Ursprüngliche sollte Kate Moss auf dem Cover abgebildet werden, letztlich wurde aber eine ähnlich aussehende unbekannte Frau für das Cover genommen.